# Тьонвиль-Уэст (кантон)
Тьонвиль-Уэст (фр. Thionville-Ouest дословно Тьонвиль-запад) — упразднённый кантон во Франции, в регионе Лотарингия, департамент Мозель, округ Тьонвиль-Эст.
Численность населения кантона в 2007 году составляла 21948 человек. Код INSEE кантона — 57 32. В составе кантона — западная часть Тьонвиля. В результате административной реформы в марте 2015 года кантон упразднён.

## Коммуны кантона
| Коммуна  | Население  | Почтовый индекс | Код INSEE |
| -------- | ---------- | --------------- | --------- |
| Тьонвиль | 21 948 (1) | 57100           | 5732      |

- (1) Население части города, входящего в кантон.